# Vilhelm I av Sicilien
Vilhelm I av Sicilien, född 1120, död 1166, var en monark (kung) av Sicilien från 1154 till 1166. 